# Mika Myllylä
Mika Kristian Myllylä (Haapajärvi, 12 september 1969 – Kokkola, 5 juli 2011) was een Finse langlaufer. Hij vertegenwoordigde zijn vaderland op de Olympische Winterspelen 1992 in Albertville, op de Olympische Winterspelen 1994 in Lillehammer en op de Olympische Winterspelen 1998 in Nagano.

## Carrière
Bij zijn wereldbekerdebuut in december 1991 in Silver Star scoorde Myllylä direct zijn eerste wereldbekerpunten. Een jaar na zijn debuut behaalde hij in Ramsau zijn eerste toptienklassering. In januari 1994 stond Myllylä in Kavgolovo voor het eerst in zijn carrière op het podium van een wereldbekerwedstrijd, zijn eerste wereldbekerzege boekte de Fin in december 1996 in Davos.
Myllylä nam in zijn carrière vijf maal deel aan de wereldkampioenschappen langlaufen, waarbij hij in totaal vier wereldtitels behaalde. Op de wereldkampioenschappen langlaufen 1997 in Trondheim werd de Fin wereldkampioen op de 50 kilometer klassiek. Twee jaar later in Ramsau voegde hij daar wereldtitels aan toe op de 10 kilometer klassiek, de 30 kilometer vrije stijl en prolongeerde hij zijn wereldtitel op de 50 kilometer klassiek. Myllylä nam deel aan de wereldkampioenschappen langlaufen 2001, maar zijn resultaten werden geschrapt in verband met dopinggebruik. Hij kreeg een schorsing van twee jaar opgelegd. Hij maakte hierna geen comeback, maar ging werken in een makelaarskantoor.
In zijn carrière nam de Fin drie keer deel aan de Olympische Winterspelen. Bij zijn eerste deelname, in 1992 in Albertville, wist hij niet in de prijzen te vallen. Twee jaar later sleepte hij in Lillehammer zilver op de 50 kilometer klassiek en brons op de 30 kilometer vrije stijl in de wacht, op de 4x10 kilometer estafette legde hij samen met Harri Kirvesniemi, Jari Räsänen en Jari Isometsä beslag op de bronzen medaille. Tijdens de Olympische Winterspelen van 1998 in Nagano veroverde hij de gouden medaille op de 30 kilometer klassiek en de bronzen medaille op de 10 kilometer klassiek. Samen met Harri Kirvesniemi, Sami Repo en Jari Isometsä behaalde hij, net als vier jaar eerder, brons op de 4x10 kilometer estafette.
Op 5 juli 2011 werd Myllylä dood aangetroffen in zijn huis. Politieonderzoek toonde aan dat het ging om een ongeluk.

## Resultaten

### Olympische Winterspelen
| Jaar | Plaats      | Resultaten |
| ---- | ----------- | --- |
| 1992 | Albertville | 14e 10 km (klassieke stijl) 20e 25 km achtervolging 34e 30 km (klassieke stijl)                                                 |
| 1994 | Lillehammer | 50 km (klassieke stijl) · 30 km (vrije stijl) · 4e 25 km achtervolging · 6e 10 km (klassieke stijl) · 4x10 km (klassieke stijl) |
| 1998 | Nagano      | 30 km (klassieke stijl) · 10 km (klassieke stijl) · 6e 25 km achtervolging · 4x10 km estafette                                  |

### Wereldkampioenschappen
| Jaar | Plaats      | Resultaten |
| ---- | ----------- | --- |
| 1993 | Falun       | 17e 10 km (klassieke stijl) 18e 25 km achtervolging 23e 30 km (klassieke stijl) 4e 4x10 km estafette                  |
| 1995 | Thunder Bay | 10 km (klassieke stijl) · 4e 25 km achtervolging · 4e 30 km (klassieke stijl)                                         |
| 1997 | Trondheim   | 50 km (klassieke stijl) · 25 km achtervolging · 10 km (klassieke stijl) · 10e 30 km (vrije stijl) · 4x10 km estafette |
| 1999 | Ramsau      | 10 km (klassieke stijl) · 30 km (vrije stijl) · 50 km (klassieke stijl) · 25 km achtervolging · 5e 4x10 km estafette  |

### Wereldbeker

#### Eindklasseringen
| Seizoen   | Algm   |
| --------- | ------ |
| 1991/1992 | 32e    |
| 1992/1993 | 34e    |
| 1993/1994 | 4e     |
| 1994/1995 | 8e     |
| 1995/1996 | 14e    |
| 1996/1997 | Zilver |
| 1997/1998 | 7e     |
| 1998/1999 | Brons  |
| 1999/2000 | 39e    |
| 2000/2001 | 33e    |

#### Wereldbekerzeges
| Nr. | Datum            | Plaats    | Onderdeel               |
| --- | ---------------- | --------- | ----------------------- |
| 1.  | 7 december 1996  | Davos     | 10 km (klassieke stijl) |
| 2.  | 4 januari 1997   | Kavgolovo | 30 km (vrije stijl)     |
| 3.  | 3 januari 1998   | Kavgolovo | 30 km (vrije stijl)     |
| 4.  | 14 februari 1999 | Seefeld   | 10 km (vrije stijl)     |
| 5.  | 2 februari 2000  | Trondheim | 10 km (vrije stijl)     |
| 6.  | 20 december 2000 | Davos     | 30 km (klassieke stijl) |